# Deportivo Torrelavega
La Real Sociedad Gimnástica de Torrelavega o también llamada Gimnástica es un club de fútbol de la ciudad de Torrelavega en Cantabria (España), actualmente milita en Segunda RFEF.

## Historia
El Deportivo Torrelavega, fundado en 1922, ya existía anteriormente a la desaparición de la Gimnástica en la ciudad de Torrelavega y se le consideraba un filial de la misma. En el año 1930 una grave crisis de carácter institucional y económico al no poder hacer frente al gasto que suponían sus jugadores profesionales hizo que la Gimnástica de Torrelavega desapareciera como institución. Buena parte de los jugadores y directivos gimnásticos recalaron en el Deportivo Torrelavega, que disputaba los partidos en el mismo escenario que su predecesor, el estadio de El Malecón, además de llevar los mismos colores en la equipación, y en el Torrelavega F.C., dando así continuidad al deporte del fútbol en la ciudad. La Federación admitió al Deportivo Torrelavega en la serie B de la temporada 1931-32 junto al Torrelavega F.C. dando así lugar al primer derbi entre conjuntos de la ciudad. El Deportivo se proclamó campeón de la Serie B y ascendió a la Serie A, donde comenzó a revalidar los viejos duelos ante el eterno rival, el Racing de Santander. En la temporada 1933-34 disputó la Tercera División y perdió en la fase de ascenso ante el US Vigo. Las temporadas 1934-35 y 1935-36 disputó en Campeonato Regional Cántabro. Tras la guerra civil española volvió a disputar la primera categoría del Campeonato de Cantabria y la Segunda División donde quedó colista. Era la temporada 1939-40. En 1941 consiguió proclamarse campeón del último Campeonato Regional de Cantabria de la historia con un margen de cuatro puntos sobre el CD Laredo. También disputó esa temporada la Tercera División y quedó segundo en su grupo pero un polémico partido frente al Club Langreano le privó del ascenso. Además fue suspendido de las competiciones durante la temporada siguiente debido al cierre del Malecón y sancionado con 5000 pesetas por la agresión que sufrió el árbitro Eduardo Iturralde (abuelo de Iturralde González) tras el mencionado partido. En la temporada 1942-43 y tras cumplir sus sanciones disputó el Campeonato regional Federación Astur Montañesa ocupando un meritorio quinto puesto en la clasificación final. En la temporada 1943-44 reapareció con el nombre de Real Sociedad Gimnástica de Torrelavega en Tercera División, nombre que mantiene actualmente.

## El Derbi
Además de los enfrentamientos con el Racing de Santander en el ya conocido derbi cántabro resulta reseñable la disputa del primer derbi local entre dos equipos de la misma ciudad ya que, aunque sí se habían disputado derbis frente a otros del municipio como Barreda Balompié o Campuzano F.C., nunca había sucedido entre dos equipos del núcleo urbano, por así decirlo, y despertó una gran expectación entre los torrelaveguenses. El 20 de septiembre de 1931 el Deportivo Torrelavega y el Torrelavega F.C. se enfrentaban en el campo de Trevilla con la victoria deportivista por un gol a cero.

## El estadio
El Deportivo Torrelavega disputaba sus partidos en el estadio de El Malecón junto al río Besaya. Tras el bombardeo de este campo por la aviación alemana tuvo que pasar algún tiempo en el exilio usando los campos de Solvay del Barreda y otros lugares.

## Temporadas
- Segunda División: 1939-40
- Tercera División: 1933-34, 1940-41

## Palmarés
- Campeonato Cántabro: 1940-41

- Datos: Q5803245